# تضوء
التَضَوُّء (بالإنجليزية: Transillumination)‏ هو نفاذ الضوء خلال أنسجة الجسم كنفاذه خلال الاصابع حيث يتجلى بوهج أحمر إذ يمتص اليحمور (Haemoglobin)سائر الألوان ماعدا الأحمر، ويستخدم التضوء أطباء الأطفال ليكتشفوا من خلاله وجود موه الرأس (Hydrocephalus).